# Timonă

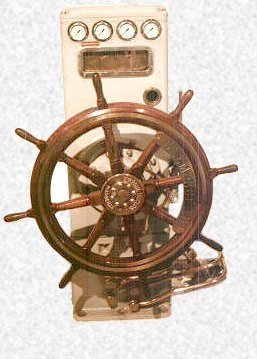
Timona vasului francez Clémenceau.

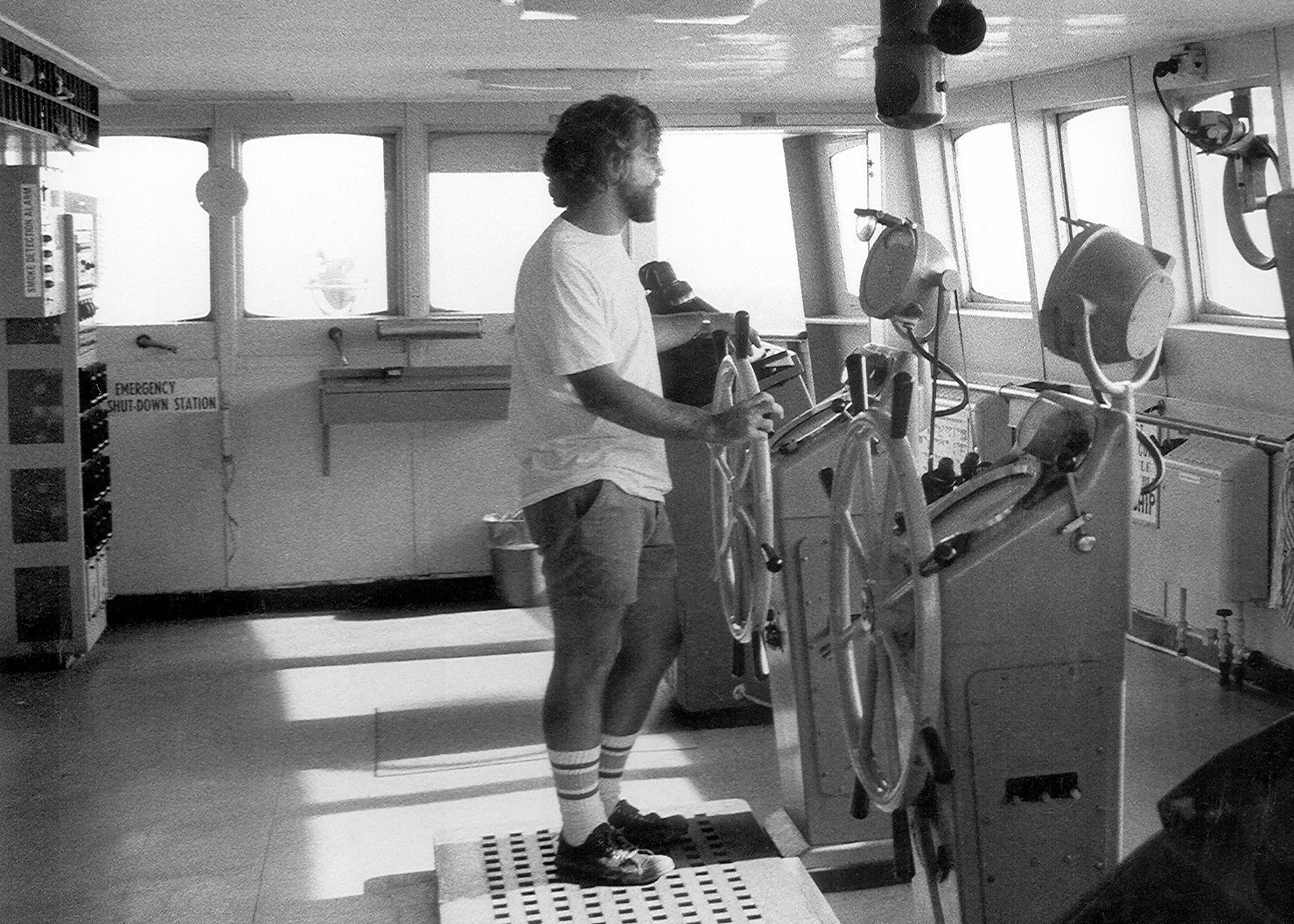
Un cârmaci al unei nave cu dublă comandă
(timonă dublă).

Timona unui vas sau nave este o roată care comandă o metodă modernă de ajustare a unghiului cârmei pentru a schimba direcția de înaintare a vehicului acvatic. Timona este de fapt partea finală a unui ansamblu complex de mecanisme care asigură conducerea navei sau a bărcii prin transmiterea și amplificare hidraulică.
Cârmacii vechilor nave foloseau o tijă lungă care era atașată direct de cârmă sau o tijă/băț menținut vertical deasupra acesteia. Vasele din vechime se mișcau în direcția opusă de mișcare a tijei, întrucât o mișcare a acesteia în sens orar mișca și cârma în sens orar, iar ca rezultat vasul se deplasa în direcția opusă. În cazul navelor mai moderne care au ajuns să folosească timona, direcția de mișcare a cârmei a fost inversată având ca rezultat mișcarea vehiculului în aceeași direcție ca și mișcarea roții cârmaciului.
Este posibil ca ideea de dirijare a vehiculelor moderne terestre propulsate de un motor cu ardere internă (automobile, camioane, tractoare) să fi fost inspirată de timona vaselor moderne.
În cazul unora din navele moderne, timona a fost substituită cu o tijă scurtă care acționează electro-mecanic, electro-hidraulic și electronic asupra cârmei făcând conducerea navei mult simplificată.
Marinarul însărcinat cu supravegherea și ținerea cârmei unei nave și cu transmiterea semnalelor de pe bord se numește timonier.

## Galerie de imagini

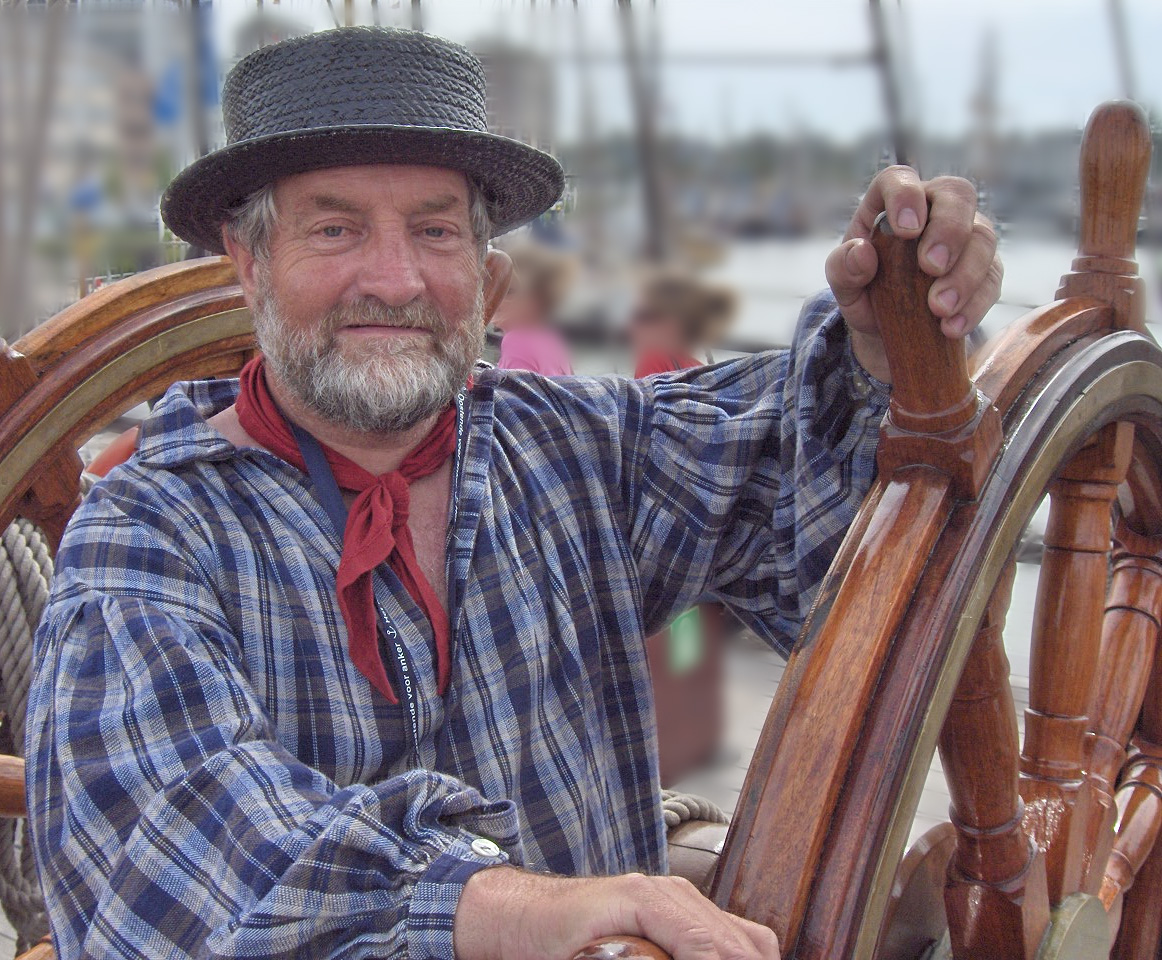
La cârmă - fregata Grand Turk
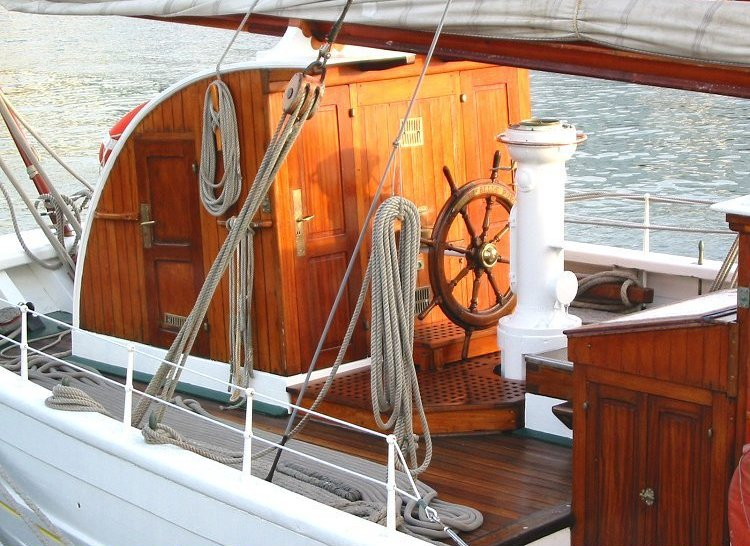
Timona brigantinei La Belle Poule
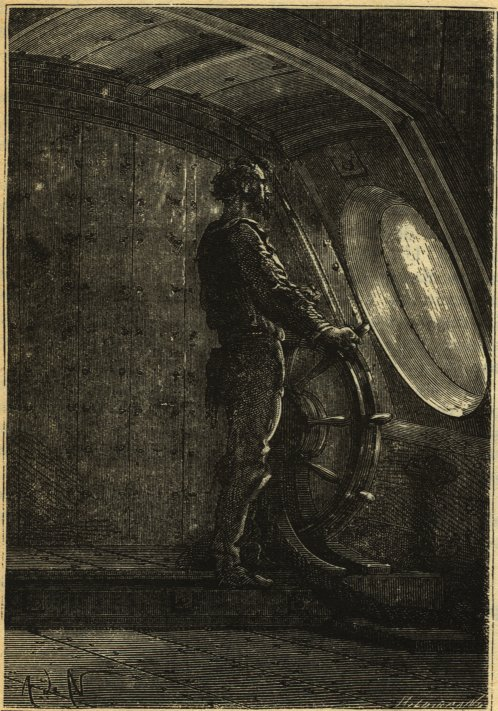
Timona celebrului submarin Nautilus în Douăzeci de mii de leghe sub mări.
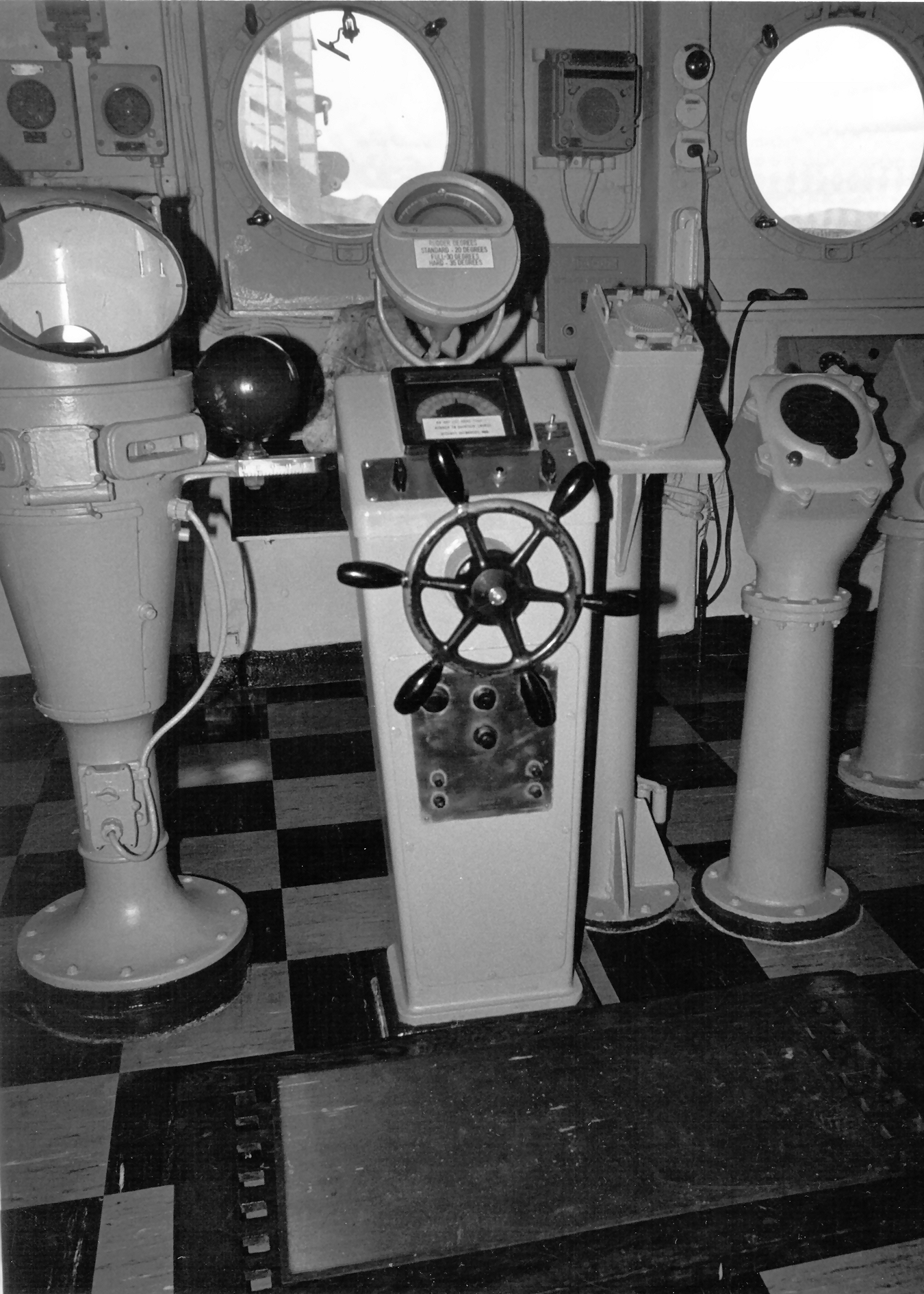
Timona vasului USNS Passumpsic.